# Pure Shores
«Pure Shores» (с англ. — «Чистые берега») ― сингл британской группы All Saints с их второго студийного альбома Saints & Sinners (2000). Он был написан участницей группы Шазней Льюис и продюсером Уильямом Орбитом для фильма «Пляж». Сингл был выпущен лейблом London Records 14 февраля 2000 года. Он дебютировал на первой строчке UK Singles Chart с продажами в 199 084 копий за первую неделю, став четвертым хитом группы, занявшим первое место. На международном уровне песня заняла первое место в Бельгии, Ирландии, Италии и Румынии, а также вошла в топ-10 чартов Австралии, Новой Зеландии и по всей Европе. Это второй самый продаваемый сингл 2000 года в Великобритании, который стал дважды платиновым по версии Британской фонографической индустрии (BPI) за продажи в 1,2 миллиона экземпляров.

## История создания
Сингл был написан участницей группы All Saints Шазней Льюис  и продюсером Уильямом Орбитом. Пит Тонг, тогдашний продюсер All Saints, хотел, чтобы группа приняла участие в записи саундтрека, который он продюсировал для фильма Дэнни Бойла «Пляж». Но Бойлу не понравилась эта идея. Тонг связался с Орбитом и убедил Бойла включить в саундтрек All Saints на том основании, что Орбит спродюсирует песню.
Орбит потратил более двух месяцев на неустанное продюсирование песни до такой степени, что полностью потерял надежду на успех и счел ее неудачной. Для создания песни Орбит и инженер Джейк Дэвис использовали микшерный пульт Solid State Logic (SSL) 9000 серии J, студийный монитор Boxer 5, цифровой многодорожечный рекордер Sony 3348 и программу digital audio workstation Pro Tools. Английский инженер-микшер Спайк Стент смикшировал песню в своей комнате в студии Olympic Studios в Лондоне, используя консоль SSL 4064 серии G, монитор Genelec и магнитофон Studer .
Льюис написала песню «Pure Shores», основанную на минусовке Орбита, и вдохновившись 40-секундной сценой, в которой Леонардо Ди Каприо и Виржини Ледуайен плавают под водой. Ранее она прочитала половину романа 1996 года, по которому был снят фильм. Что касается процесса написания, Льюис сказала: Это был тот случай, когда нужно было "посмотреть это, вдохновиться, взять и попробовать. На самом деле они никак не указали мне, какой они хотели бы видеть эту песню в текстовом плане. Но получив краткое изложение, я уже нарисовала для себя готовую картину. Льюис изначально написала текст песни во время перелета в Лос-Анджелес, где она собиралась поработать над песней с Орбитом. Однако, приехав в свой отель, она обнаружила, что потеряла текст, и ей пришлось переписать его. В результате в переписанной версии некоторые слова были изменены. Льюис придумала название «Pure Shores» после написания песни. Я совсем упустила из виду то, что в самой песне название даже не упоминается, ― сказала она.

## Жанр
«Pure Shores» — песня в стиле дрим-поп, в ней использованы электроника и эмбиент. Песня ознаменовала отход группы от R&B-стиля. В нотах к песне указан временной интервал в 4 секунды и тональность ре мажор с темпом 102 удара в минуту и последовательностью аккордов D–Em–C–G, с последовательностью A–A9sus4–A9. Несмотря на то, что песня написана Льюис, ведущий вокал в треке принадлежит участнице группы Мелани Блатт; Льюис поет бридж, а сестры Натали и Николь Эпплтон исполняют бэк-вокал и аккомпанируют в хоре. Песня построена на синкопировании синтезаторных задержек, арпеджированной и реверберационной гитаре и электронной перкуссии. Эфирные звуковые эффекты повсюду отфильтрованы и искажены, некоторые из них напоминают вокализацию китов. Трек имеет спокойный темп с резкими скачками в припеве и бридже. Ричард Фолланд из PopMatters пишет, что «Pure Shores» наполнена лирикой, обещающей светлое будущее.

## Критика
После выхода сингл «Pure Shores» был хорошо принят музыкальными критиками. В своей рецензии для The Times Эд Поттен охарактеризовал песню как музыкальный эквивалент пина-колады: слегка экзотическая, приторно-сладкая и, в конечном счете, довольно опьяняющая. The Daily Telegraph поставила песне пять баллов из пяти возможных, написав: Вы почти чувствуете, как ваши пальцы погружаются в воду. Тропическое море и горячий песок, утекающий сквозь пальцы. Результат вызывает полное привыкание. Крис Робертс из журнала Uncut Magazine назвал песню прекрасной и заявил, что через десять лет она будет звучать так же вдохновляюще. 
В 2000 году издание NME поместило песню на 18-е место в своем списке «Сингл года». Daily Telegraph включил песню в список «100 поп-песен, которые определили нулевые».

## Трек-лист
- CD1 and cassette single

1. "Pure Shores" – 4:27
2. "If You Don't Know What I Know" – 4:36
3. "Pure Shores" (The Beach Life Mix) – 4:31

- CD2 single

1. "Pure Shores" – 4:27
2. "Pure Shores" (2 Da Beach U Don't Stop Remix) – 5:01
3. "Pure Shores" (Cosmos Remix) – 10:03

- CD maxi-single

1. "Pure Shores" – 4:27
2. "If You Don't Know What I Know" – 4:36
3. "Pure Shores" (The Beach Life Mix) – 4:31
4. "Pure Shores" (2 Da Beach U Don't Stop Remix) – 5:01

## Чарты
| Чарт (2000)                         | Наивысшая позиция |
| ----------------------------------- | ----------------- |
| Австралия (ARIA)                    | 4                 |
| Австрия (Ö3 Austria Top 40)         | 11                |
| Бельгия/Фландрия (Ultratop 50)      | 5                 |
| Бельгия/Валлония (Ultratop 50)      | 1                 |
| Канада (RPM Top Singles)            | 35                |
| Чехия (IFPI)                        | 5                 |
| Эстония (Sõnumileht)                | 2                 |
| Европа (Eurochart Hot 100)          | 3                 |
| Финляндия (Suomen virallinen lista) | 5                 |
| Франция (SNEP)                      | 6                 |
| Германия (GfK)                      | 14                |
| Венгрия (MAHASZ)                    | 2                 |
| Исландия (Íslenski Listinn Topp 40) | 6                 |
| Ирландия (IRMA)                     | 1                 |
| Италия (FIMI)                       | 1                 |
| Италия (Airplay Music & Media)      | 3                 |
| Нидерланды (Dutch Top 40)           | 9                 |
| Нидерланды (Single Top 100)         | 10                |
| Новая Зеландия (Recorded Music NZ)  | 2                 |
| Норвегия (VG-lista)                 | 5                 |
| Румыния (Romanian Top 100)          | 1                 |
| Шотландия (OCC Scotland)            | 1                 |
| Испания (PROMUSICAE)                | 12                |
| Швеция (Sverigetopplistan)          | 10                |
| Швейцария (Schweizer Hitparade)     | 6                 |
| Великобритания (OCC UK Singles)     | 1                 |

| Чарт (2000)                         | Позиция |
| ----------------------------------- | ------- |
| Австралия (ARIA)                    | 43      |
| Бельгия (Ultratop 50 Flanders)      | 31      |
| Бельгия (Ultratop 50 Wallonia)      | 47      |
| Европа (Eurochart Hot 100)          | 22      |
| Франция (SNEP)                      | 43      |
| Исландия (Íslenski Listinn Topp 40) | 59      |
| Ирландия (IRMA)                     | 15      |
| Нидерланды (Dutch Top 40)           | 83      |
| Новая Зеландия (RIANZ)              | 18      |
| Румыния (Romanian Top 100)          | 23      |
| Швеция (Hitlistan)                  | 62      |
| Швейцария (Schweizer Hitparade)     | 34      |
| Великобритания UK Singles (OCC)     | 2       |

## Сертификации
| Регион | Сертификация  | Продажи   |
| --- | ------------- | --------- |
| Австралия (ARIA) | Платиновый    | 70 000^   |
| Бельгия (BEA) | Золотой       | 25 000*   |
| Франция (SNEP) | Золотой       | 250 000*  |
| Италия (FIMI) | Золотой       | 25 000*   |
| Новая Зеландия (RMNZ) | Платиновый    | 30 000    |
| Швеция (GLF) | Золотой       | 15 000^   |
| Великобритания (BPI) | 2× Платиновый | 1 200 000 |
| * Данные о продажах приведены только на основе сертификации. · ^ Данные о тиражах приведены только на основе сертификации. · Данные о продажах + прослушиваниях приведены только на основе сертификации. |               |           |